# 今村恵子
今村 恵子（いまむら けいこ、1974年1月31日 - ）は、日本の元女優、元声優。静岡県藤枝市出身。静岡県立藤枝西高等学校卒業。身長は158cm、血液型はAB型。以前の所属は東宝芸能。

## 略歴
1991年、第3回東宝「シンデレラ」オーディションでグランプリを受賞し芸能界に入る。
1992年12月12日公開の正月映画『ゴジラvsモスラ』（東宝特撮）で大沢さやかと共にインファント島民の小美人「コスモス」役でデビュー。大沢と共に第16回日本アカデミー賞で新人賞を受賞した。
以来、テレビドラマを中心に活躍していたが、2009年8月に会社員の男性と結婚。2010年4月10日、第一子となる長男を出産。2025年現在、芸能活動は引退している模様。

## 人物
映画『ローマの休日』などのラブロマンスを愛好している。また、幼少期には『アラジンと魔法のランプ』の魔法のランプに憧れを持っていた。超常現象なども好んでいた。
幼少期にはゴジラシリーズは観ておらず、自身の出演が決まってから『モスラ』や『モスラ対ゴジラ』を鑑賞した。
『ゴジラvsモスラ』については、当時は役に気持ちを込めるのに精一杯で、監督の言われるがままに動いていてぎこちなかったが、その人形ぽさが人間ではないコスモスにあっていたのではないかと述懐している。また、演技は想像しながら行い、完成作品を観てようやくどうなっているのかがわかるため、この作品は特に仕上がりが楽しみであったという。

## 出演

### テレビドラマ
NHK
- 信長 KING OF ZIPANGU（1992年） - 玉（細川ガラシャ） 役[6]
- 金曜時代劇
  - 「とおりゃんせ〜深川人情澪通り」第3話（1995年）
  - 「新・腕におぼえあり〜よろずや平四郎活人剣〜」 - おそよ 役
- 連続テレビ小説
  - 「さくら」（2002年4月 - 9月、NHK） - 勅使河原容子 役
  - 「芋たこなんきん」（2006年） - 有田の妻
- 金とくドラマ 「マサさんがゆく〜三重・志摩編〜」（2007年9月21日、NHK名古屋放送局） - 杉山静香 役
- 正月時代劇 「雪之丞変化」（2008年1月3日、NHK）
- 土曜時代劇「オトコマエ!2」 第7話（2009年10月17日） - お千津 役

日本テレビ
- 火曜サスペンス劇場
  - 「わが町7」（1996年10月）
  - 「地方記者・立花陽介13」（1999年）
- ホカベン 第8話ゲスト（2008年6月） - 少年の母親 役

TBS
- 毎度おジャマしまぁす（1995年4月 - 6月） - 柏木彩乃 役
- 月曜ドラマスペシャル
  - 「盗む女」（1997年）
  - 「江戸川蘭子の事件簿―伊勢志摩バスツアー殺人事件」（1999年3月1日） - 佐伯カナ 役
  - 「名探偵キャサリンシリーズ8」『南十字星殺人事件』（1999年10月4日） - 池上梨花 役
- 番茶も出花 第13・15話（1997年） - ミキ 役
- ドラマスペシャル「明治青春グラフティー―獅子が吼える」（1997年）
- HOTELシリーズ5 第7話（1998年）
- 月曜ミステリー劇場
  - 「桜田桃子の冒険2」（2002年）
  - 「警視庁三係吉敷竹史1」『寝台特急「はやぶさ」1/60秒の壁』（2004年12月6日） - 壇上淳子 役
- 温泉へ行こう4（2003年9月 - 11月） - 沢村りさ子 役
- ドラマ30 「スウとのんのん」（2005年2月、CBC/TBS系）主演 - 高原菫子 役
- 月曜ゴールデン
  - 「ご近所探偵・五月野さつき2」『殺意の同窓会』（2007年11月19日）
  - 「山村美紗没後10年特別サスペンスドラマ 京舞妓VS狩矢警部〜乱れ傘の舞殺人事件」（2006年12月25日） - 菊春（芸妓） 役
  - 「浅見光彦シリーズ23」『藍色回廊殺人事件』（2007年3月26日） - 今尾賀絵（大谷焼きの職人） 役
  - 「弁護士 一之瀬凛子」（2008年6月30日） - 野中圭子 役
  - 「松本清張生誕100年スペシャル・中央流沙」（2009年12月14日）
- 橋田壽賀子ドラマ となりの芝生 第1話（2009年）

フジテレビ
- チャンス! 第4話(1993年） - 白鳥百合子 役
- 金曜エンタテイメント
  - 「細うで繁盛記2」（1995年2月3日）
  - 「美人三姉妹温泉芸者が行く!(3) - (6)」（1996年 - 2001年） - 秋呼（三女）役
  - 「おばさんデカ 桜乙女の事件帖4」（1996年） - 六条小百合
  - 「お見合いツアー仕掛け人」（1999年）
  - 「着物デザイナー 黛涼子の推理紀行2」（2001年） - 佐竹友里恵
  - 「赤い霊柩車シリーズ14」 『完全犯罪を狙った女』（2001年10月12日） - 野口涼子 役
  - 「赤い霊柩車シリーズ21」 『灰色の容疑者』（2006年10月6日） - 石野ユリ 役
- 踊る大上品ドライバー6『ナビゲーション』（1996年1月6日）
- 木曜の怪談 第12話（1996年）
- ナースのお仕事 第6話（1996年）
- 東京23区の女「杉並の女」（1996年）
- お仕事です! 第1話 - 3話（1998年）
- 救命病棟24時 最終話（1999年）
- ザ・美容室（2000年1月 - 3月、東海テレビ/フジテレビ系）主演 - 長谷川真矢 役
- 金曜プレステージ
  - 「平家龍神伝説殺人事件」（2006年）
  - 山田太一ドラマスペシャル「星ひとつの夜」（2007年5月25日） - 布川亜衣 役
  - 「山村美紗サスペンス・京都門司港殺人事件」（2008年4月） - 津久井亮子 役
  - 「津軽海峡ミステリー航路8」（2009年3月6日）

テレビ朝日
- 遠山の金さんVS女ねずみ 第13話「奉行の妻誘拐! 人質交換要求」（1997年）
- 土曜ワイド劇場
  - 「風紋」（1999年） - 高浜千種 役
  - 「燃えた花嫁」（1999年） - 多岐村みどり 役
  - 「鉄道捜査官シリーズ」（2000年 - 2011年）レギュラー - 三崎真弓（鉄道捜査官） 役
- 科捜研の女2（2000年10月 - 12月） - 友田香織 役
- 新・桃太郎侍 第3話（2006年7月） - 早苗 役
- 警視庁捜査一課9係 第10話（2006年）
- 山村美紗サスペンス 伊勢志摩殺人事件（2008年）
- その男、副署長〜スタートスペシャル（2009年10月15日） - 杉原由美子 役

テレビ東京
- 女と愛とミステリー
  - 「旅行作家・茶屋次郎」（2001年） - 浅沼瑞江
  - 「坊さん弁護士・郷田夢栄2」（2004年） - 相川美麗
- 水曜ミステリー9
  - 「大漁！釣り船弁護士」（2006年7月26日） - 辰巳葉子
  - 「湯けむりドクター華岡万里子の温泉事件簿2」（2006年） - 西川里佳子
  - 「北アルプス山岳救助隊・紫門一鬼10」（2008年） - 高木敦子
  - 「篝警部補の事件簿4」　『古都鎌倉 奇跡の石殺人水脈』（2008年4月）
  - 「多摩南署たたき上げ刑事・近松丙吉8」『最期のメッセージ』（2008年11月5日）
- 2ndハウス（2006年） - 三澤慶子

### 映画
- ゴジラシリーズ
  - ゴジラvsモスラ（1992年） - コスモス 役[1]
  - ゴジラvsメカゴジラ（1993年） - 精神科学センターの女性職員 役[1]
  - ゴジラvsスペースゴジラ（1994年） - コスモス 役[1]
- ひめゆりの塔（1995年） - 大城清子 役
- 恋は舞い降りた。（1997年） - 由美 役

### テレビアニメ
- H2（1995年-1996年） - 雨宮ひかり 役[7]
- 花より男子（1996年-1997年） - 藤堂靜 役
- こちら葛飾区亀有公園前派出所（2001年） - 花代 役

### OVA
- ベイビィ★LOVE（1997年） - 仁科綾乃 役

### 劇場アニメ
- 花より男子（1997年） - 藤堂靜 役

### ゲーム
- 相棒DS（2009年） - 伊橋由紀恵 役

### 吹き替え
- オールイン 運命の愛（2004年） - ミン・スヨン（ソン・ヘギョ） 役

### テレビ番組
- 「朝だ!生です旅サラダ」（テレビ朝日）

### CM
- ローソン（1992年）